# 가면 무도회 (오페라)

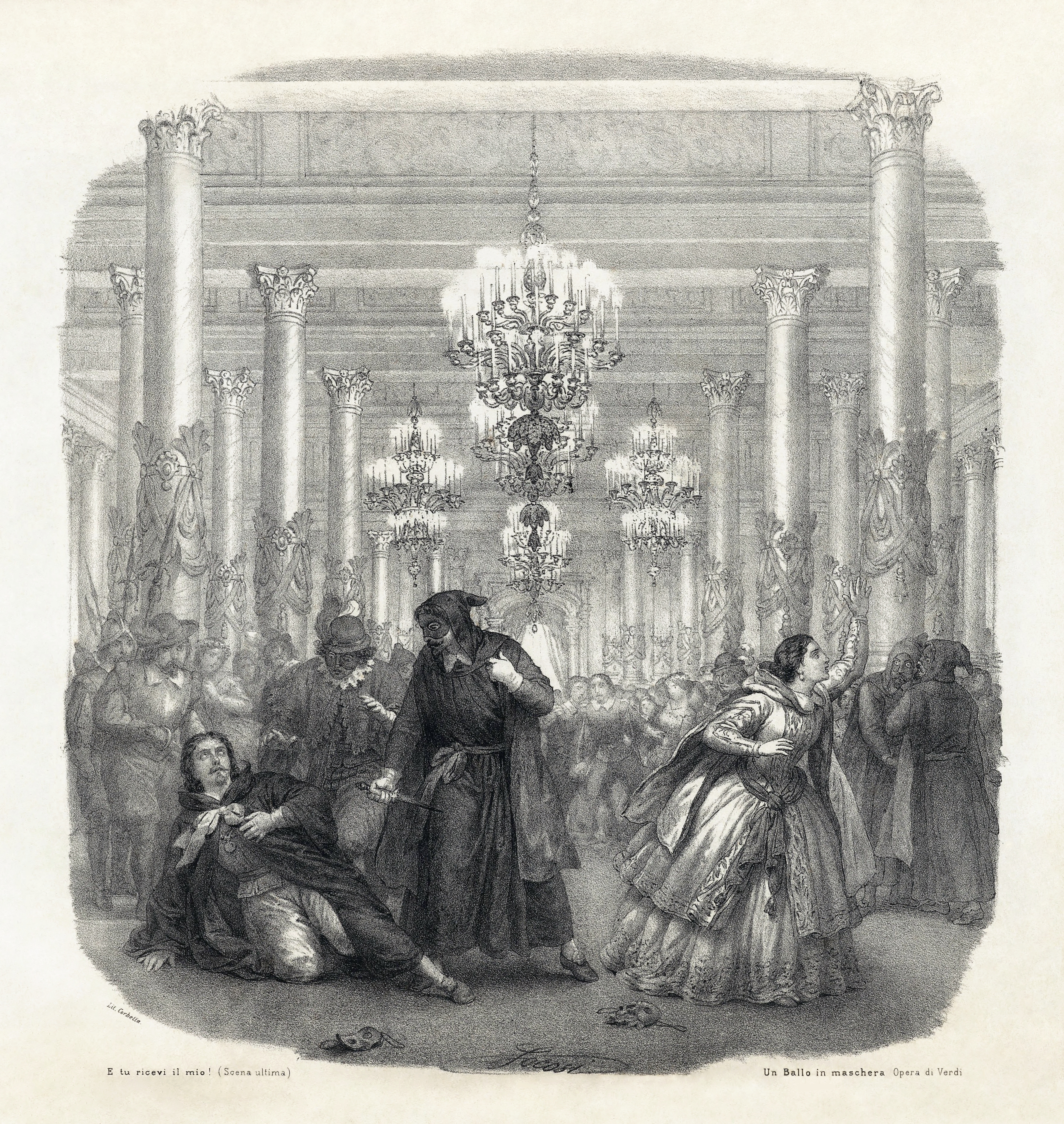

가면 무도회(Un ballo in maschera)은 주세페 베르디가 작곡한 3막의 오페라다. 외젠 스크리브의 희곡 구스타프 3세를 기초로 안토니오 솜마가 이탈리아어 대본을 작성하였다. 1859년 2월 17일, 로마의 아폴로 극장에서 초연되었다.

## 역사
1792년에 일어난 스웨덴 국왕 구스타프 3세의 암살 사건을 무대로 만든 오페라이나 검열 문제로 제목을 수정하고 배경을 보스턴으로 바꿔 막을 올렸다. 원본과 개정판 둘 다 공연된다.

## 등장 인물
- 주요 배역

리카르도, 바르위크 백작 (스웨덴의 구스타프 3세/보스톤 총독), (테너)
아멜리아, 레나토의 아내, (소프라노)
레나토 (또는 Anckarström백작 ), 리카르도의 비서이자 친구, (바리톤)
오스카르, 리카르도의 시동, (소프라노)
- 조역 및 기타

율리카 (또는 Madame Arvidson), 점쟁이 여인, (콘트랄토)
A magistrate, (테너)
실바노 (또는 크리스티아노), 수병, (베이스)
아멜리아의 하인, (테너)
사무엘(또는 Ribbing 백작), (베이스)
토마소 (또는 de Horn 백작), (베이스)
근위병, 하인, 아첨꾼 등

## 줄거리
배경: 스웨덴이나 미국 매사추세츠 주의 보스턴.
시간: 1792년의 스웨덴, 또는 17세기 말 보스턴

### 1막
제1장 총독 관저의 응접실
제2장 울리카의 오두막집

### 2막
인적 드문 교외의 들판

### 3막
제1장 레나토의 서재
제2장 리카르도의 서재
제3장 화려한 무도회장

## 유명한 아리아
- "La rivedra nell'estasi" (리카르도)
- "Alla vita che t'arride" (레나토)
- "Volta la terrea" (오스카)
- "Re dell'abisso" (율리카)
- "Di' tu se fedele" (리카르도)
- "È scherzo od è follia" (리카르도)
- "Ma dall'arido stelo divulsa" (아멜리아)
- "Ve'se di notte qui con la sposa" (사무엘레, 톰)
- 이곳이 그 두려운 장소 "Ecco L'orrido campo ovesa'ccoppia" (아멜리아)
- 내가 죽기 전에 먼저 "Morrò, ma prima in grazia" (아멜리아)
- 그대는 나의 명예를 더럽혔도다 "Eri tu, che macchiavi" (레나토)
- "Dunque l'onta di tutti sol una" (레나토, 사무엘레, 토마소)
- 그대를 영원히 잃어버린다 해도 "Ma se m'e forza perderti" (리카르도)
- "Saper vorreste" (오스카)
- "Ella è pura: in braccio a morte" (리카르도)

## 참고 문헌
- Budden, Julian. The Operas of Verdi, vol. 2, New York.Oxford University Press. ISBN 0-19-520068-3
- Osborne, Charles. The Complete Operas of Verdi, New York. Da Capo Press. ISBN 0-306-80072-1